# Taylor Lake Village, Texas
Taylor Lake Village là một thành phố thuộc quận Harris, tiểu bang Texas, Hoa Kỳ. Năm 2010, dân số của xã này là 3544 người.

## Dân số
- Dân số năm 2000: 3694 người.
- Dân số năm 2010: 3544 người.